# Kateřina z Borovnice
Kateřina z Borovnice byla manželka vladyky Jana Předbořského z Předboře u Chotěboře. Po smrti manžela zdědila Předboř s okolím. Po její smrti v roce 1603 dědí její majetek dcera Marjana z Předboře.